# 篤麿
篤麿（あつまる、生没年不詳）とは、江戸時代の浮世絵師。

## 来歴
水府豊春の門人、篤麿と称す。作画期は寛政の頃とされる。作に水戸祝町の遊女を描いた錦絵が知られ、画風には喜多川歌麿の影響が強く見られる。大判錦絵「常盤屋内　はまあや」に「水府豊春門人　篤麿製」の落款がある。歌川の画姓を称したともいわれるが定かではない。